# Alex Valentini
Alex Valentini (Guastalla, 5 aprile 1988) è un calciatore italiano, portiere svincolato.

## Carriera
Esordisce nelle giovanili del Mantova, con cui dal 2005 al 2007 oltre ad essere il portiere titolare della squadra Primavera fa anche da terzo portiere alla prima squadra, con cui non viene mai impiegato in gare ufficiali. 
Nella stagione 2007-2008 gioca in prestito alla Sambonifacese in Serie D, giocando 33 partite e centrando la promozione in Lega Pro Seconda Divisione, campionato in cui nella stagione 2008-2009 gioca 22 partite subendo 29 reti.
Torna per fine prestito al Mantova, dove rimane fino a gennaio 2010 senza mai giocare; passa quindi alla Pro Sesto, con cui gioca per sei mesi come titolare senza però riuscire ad evitare la retrocessione in Serie D della squadra.
Rimasto svincolato, si accasa alla Pro Vercelli; nella stagione 2010-2011 subisce 27 gol in 33 partite fra stagione regolare e play-off; la squadra, dopo la sconfitta negli spareggi, viene ripescata in Lega Pro Prima Divisione, campionato in cui al termine della stagione 2011-2012 (chiusa con 21 gol subiti in 37 partite) centra la promozione in Serie B. Nella stagione 2012-2013 gioca in seconda serie con i piemontesi, che chiudono il campionato cadetto al penultimo posto in classifica con conseguente retrocessione in Prima Divisione; Valentini disputa 40 partite subendo 63 gol, e a fine anno viene acquistato dallo Spezia (in uno scambio di partecipazioni con Danilo Russo), con cui gioca in seconda serie anche nella stagione 2013-2014. In questo campionato fa da riserva a Nicola Leali, giocando in totale 5 partite, una in Coppa Italia e 4 in campionato.
A fine stagione viene riscattato dai liguri che poi lo cedono in prestito al Cittadella, ancora in Serie B dove gioca 23 partite e si piazza 12º nella Top 15 dei portieri di Serie B secondo una classifica stilata dalla Lega Serie B.
Il 1º luglio 2015 fa ritorno allo Spezia per fine prestito mentre il 20 agosto 2015 viene ceduto in Svizzera in prestito fino al termine della stagione al Lugano, neopromosso in prima divisione; a fine stagione fa ritorno allo Spezia, dove trascorre una stagione in Serie B come portiere di riserva.
Nell'estate del 2017 viene ceduto a titolo definitivo al Vicenza, in Serie C. Alla fine di una stagione tribolata visti i problemi societari del club veneto lascia la squadra, rimanendo svincolato.
Il 26 giugno 2018 firma un biennale con la Triestina, club militante nel campionato di Serie C.
Nella seguente sessione invernale di calciomercato si trasferisce in prestito alla Viterbese Castrense, sempre in Serie C scegliendo la maglia numero 33.
Il 4 luglio 2019 viene ceduto ancora una volta in prestito, questa volta all'Alessandria; a fine prestito fa ritorno alla Triestina, con cui milita per un'altra stagione per poi rimanere svincolato.
Rimane senza squadra sino al 22 ottobre 2021, giorno in cui fa ritorno alla Pro Vercelli, in Serie C.
Il 25 gennaio 2024 viene ceduto al Crotone, club di Serie C, con cui gioca una sola partita di campionato rimanendo poi svincolato a fine stagione.

## Statistiche

### Presenze e reti nei club
Statistiche aggiornate al 7 maggio 2024.
| Stagione            | Squadra             | Campionato          | Campionato | Campionato | Coppe nazionali | Coppe nazionali | Coppe nazionali | Coppe continentali | Coppe continentali | Coppe continentali | Altre coppe | Altre coppe | Altre coppe | Totale | Totale |
| Stagione            | Squadra             | Comp                | Pres       | Reti       | Comp            | Pres            | Reti            | Comp               | Pres               | Reti               | Comp        | Pres        | Reti        | Pres   | Reti   |
| ------------------- | ------------------- | ------------------- | ---------- | ---------- | --------------- | --------------- | --------------- | ------------------ | ------------------ | ------------------ | ----------- | ----------- | ----------- | ------ | ------ |
| gen.-giu. 2010      | Pro Sesto           | 1D                  | 14         | -22        | CI-LP           | -               | -               | -                  | -                  | -                  | -           | -           | -           | 14     | -22    |
| 2010-2011           | Pro Vercelli        | 2D                  | 31+2       | -22 + -5   | CI-LP           | 4               | -1              | -                  | -                  | -                  | -           | -           | -           | 37     | -28    |
| 2011-2012           | Pro Vercelli        | 1D                  | 33+4       | -19 + -2   | CI-LP           | 3               | -1              | -                  | -                  | -                  | -           | -           | -           | 40     | -22    |
| 2012-2013           | Pro Vercelli        | B                   | 40         | -63        | CI              | 1               | -2              | -                  | -                  | -                  | -           | -           | -           | 41     | -65    |
| ago. 2013           | Pro Vercelli        | 1D                  | -          | -          | CI+CI-LP        | 1+0             | -1+0            | -                  | -                  | -                  | -           | -           | -           | 1      | -1     |
| ago. 2013-2014      | Spezia              | B                   | 4          | -7         | CI              | 1               | -1              | -                  | -                  | -                  | -           | -           | -           | 5      | -8     |
| 2014-2015           | Cittadella          | B                   | 23         | -34        | CI              | 2               | -5              | -                  | -                  | -                  | -           | -           | -           | 25     | -39    |
| 2015-2016           | Lugano              | SL                  | 11         | -29        | CS              | 4               | -3              | -                  | -                  | -                  | -           | -           | -           | 15     | -32    |
| 2016-2017           | Spezia              | B                   | 4          | -7         | CI              | 1               | -1              | -                  | -                  | -                  | -           | -           | -           | 5      | -8     |
| Totale Spezia       | Totale Spezia       | Totale Spezia       | 8          | -14        |                 | 2               | -2              |                    | -                  | -                  |             | -           | -           | 10     | -16    |
| 2017-2018           | Vicenza             | C                   | 34+2       | -39 + -2   | CI+CI-C         | 2+0             | -4+0            | -                  | -                  | -                  | -           | -           | -           | 38     | -45    |
| 2018-gen. 2019      | Triestina           | C                   | 18         | -14        | CI+CI-C         | 1+0             | -2+0            | -                  | -                  | -                  | -           | -           | -           | 19     | -16    |
| gen.-giu. 2019      | Viterbese Castrense | C                   | 15+2       | -18 + -5   | CI-C            | 6               | -4              | -                  | -                  | -                  | -           | -           | -           | 23     | -27    |
| 2019-2020           | Alessandria         | C                   | 27+2       | -30 + -4   | CI+CI-C         | 1+0             | -2 + 0          | -                  | -                  | -                  | -           | -           | -           | 30     | -36    |
| 2020-2021           | Triestina           | C                   | 2          | -4         | CI              | 0               | 0               | -                  | -                  | -                  | -           | -           | -           | 2      | -4     |
| 2021-2022           | Pro Vercelli        | C                   | 9          | -7         | CI-C            | 0               | 0               | -                  | -                  | -                  | -           | -           | -           | 9      | -7     |
| 2022-2023           | Pro Vercelli        | C                   | 12         | -13        | CI-C            | 0               | 0               | -                  | -                  | -                  | -           | -           | -           | 12     | -13    |
| 2023-gen. 2024      | Pro Vercelli        | C                   | 0          | 0          | CI-C            | 0               | 0               | -                  | -                  | -                  | -           | -           | -           | 0      | -0     |
| Totale Pro Vercelli | Totale Pro Vercelli | Totale Pro Vercelli | 125+6      | -124 + -7  |                 | 9               | -5              |                    | -                  | -                  |             | -           | -           | 140    | -136   |
| gen.-giu. 2024      | Crotone             | C                   | 1          | -1         | CI-C            | 0               | 0               | -                  | -                  | -                  | -           | -           | -           | 1      | -1     |
| Totale carriera     | Totale carriera     | Totale carriera     | 278+12     | -329+-18   |                 | 27              | -27             |                    | -                  | -                  |             | -           | -           | 317    | -374   |

## Palmarès

### Club

#### Competizioni nazionali
- Coppa Italia Serie C: 1

Viterbese: 2018-2019